# 阳明山杜鹃
阳明山杜鹃（学名：Rhododendron yangmingshanense）为杜鹃花科杜鹃花属下的一个种。

## 扩展阅读
- 維基物種上的相關：阳明山杜鹃